# Cantó de Pacy-sur-Eure
El cantó de Pacy-sur-Eure és un cantó francès del departament de l'Eure, situat al districte d'Évreux. Té 23 municipis i el cap es Pacy-sur-Eure.

## Municipis
- Aigleville
- Boisset-les-Prévanches
- Boncourt
- Breuilpont
- Bueil
- Caillouet-Orgeville
- Chaignes
- Cierrey
- Le Cormier
- Croisy-sur-Eure
- Fains
- Gadencourt
- Hardencourt-Cocherel
- Hécourt
- Ménilles
- Merey
- Neuilly
- Pacy-sur-Eure
- Le Plessis-Hébert
- Saint-Aquilin-de-Pacy
- Vaux-sur-Eure
- Villegats
- Villiers-en-Désœuvre

## Història
| Data d'elecció                           | Identitat       | Partit                     | Qualitat |
| ---------------------------------------- | --------------- | -------------------------- | -------- |
| 1945-1949                                | M. Delarue      | SFIO                       |          |
| 1949-1979                                | M. Duguay       | RGR, després Divers gauche |          |
| 1979-1980                                | Jérôme Bossuyt  | RPR                        |          |
| 1980-2004                                | Jean-Luc Miraux | RPR                        |          |
| 2004-                                    | Pascal Lehongre | UMP                        |          |
| les dades anteriors no són pas conegudes |                 |                            |          |
|                                          |                 |                            |          |

## Demografia
| A partir de 1990: Població sense dobles comptes |